# Gipi
Gian Alfonso Pacinotti és un autor de còmic italià nascut el 1963 a Pisa, conegut amb el sobrenom de Gipi.

## Biografia i obra
Gian Alfonso Pacinotti, neix l'any 1963 a Pisa, Italià.
Després d'haver començat a desenvolupar la seua carrera com il·lustrador en la publicitat i la indústria editorial, Gipi es va llançar realment al dibuix i les seues primeres tires es publiquen a la revista satírica italiana, Cuore,
d'altres foren Il Clandestino, Boxer, etc., a partir del 1994.
La seva primera historieta, la va publicar a la revista eròtica, Blue. Hui dia és il·lustrador del diari italià La Repubblica. El seu sentit de la narració i del dinamisme del seu dibuix són aclamats unànimement i els seus àlbums, sovint premiats, han tingut èxit fora de les fronteres italianes en països com França, Alemanya, els Estats Units o Espanya.
La seua primera publicació, editada per Coconino Press, a Itàlia, fou Esterno Notte, projecte d'històries curtes pel qual no esperava tenir èxit. L'àlbum, però, va obtenir diversos premis, entre ells el premi Micheluzzi en el festival Comicon de Nàpols el 2004 pel seu dibuix.
A més a més, també s'ha interessat pel cinema i ha realitzat alguns curtmetratges i dos llargmetratges.